# Osterley Park

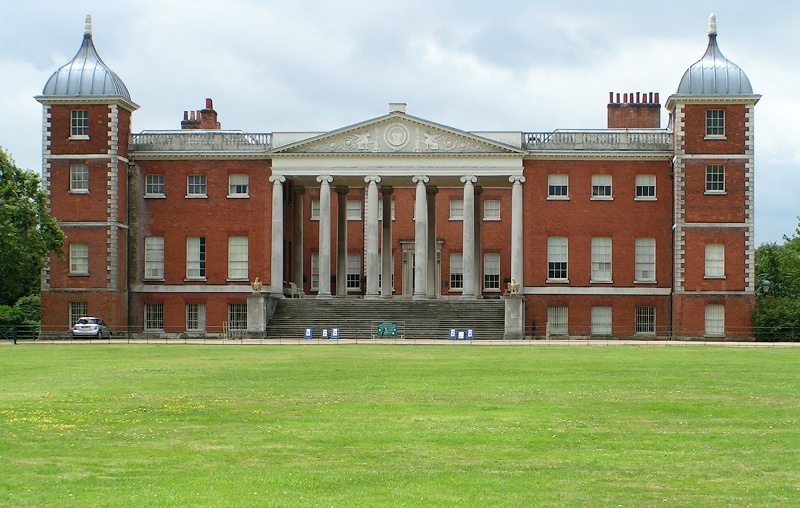
Osterley House

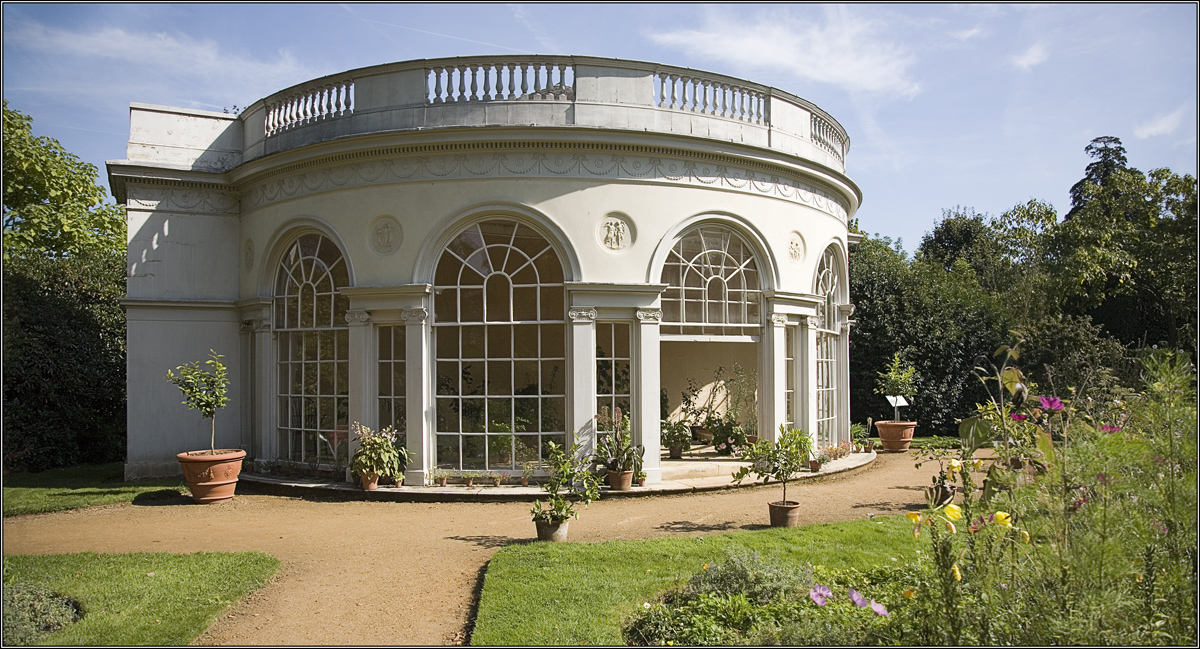
Gartenhaus

Osterley Park ist ein ehemaliges Herrenhaus im Londoner Stadtbezirk Hounslow. Es gehört heute zum National Trust und kann besichtigt werden.
Das Haus wurde 1562 für Sir Thomas Gresham, einem Finanzberater von Elisabeth I, im Tudorstil gebaut. 1711 kaufte der Bankier und Lord Mayor of London, Sir Francis Child, das Anwesen. Sein Enkel (ebenfalls mit dem Namen Francis Child) beauftragte 1761 Robert Adam mit der Neugestaltung des Herrenhauses. Dem bestehenden Bau aus rotem Ziegelstein und seinen vier Ecktürmen fügte Adam im Mittelteil einen von hohen Doppelsäulen getragenen Portikus und auf der Parkseite eine doppelläufige Freitreppe hinzu. Im Inneren entstand ein Gesamtkunstwerk: Robert Adam entwarf Decken, Wände, Fußböden, Türen, Teppiche, Spiegel und Möbel. Neben Kenwood House und Syon House ist Osterley Park eine der wichtigsten Arbeiten von Adam in London. 1923 erbte der 9. Earl of Jersey den Besitz und öffnete 1939 erstmals der Öffentlichkeit die Türen.
Seit 1949 gehört Osterley Park dem National Trust. Neben der Besichtigung des Hauses bieten die Gartenanlagen und der große Park (mit drei Seen) umfangreiche Freizeitmöglichkeiten. Die nächstgelegene U-Bahn-Station ist Osterley.

## Filmkulisse
Osterley Park diente als Filmkulisse in Stanley Donens Film The grass is greener/Vor Hausfreunden wird gewarnt mit Cary Grant und Deborah Kerr, sowie für den Historienfilm Young Victoria. Darüber hinaus wurde Osterley Park als Kulisse für eine Episode der TV-Serie Simon Templar und eine Episode der Serie Die 2 verwendet, beide mit Roger Moore in der Hauptrolle.